# MOL Petrolkémia
Koordinaten: 47° 54′ 35,5″ N, 21° 1′ 47,3″ O
MOL Petrolkémia, bis 2015 Tiszai Vegyi Kombinát (TVK), ist ein Chemieunternehmen und eine 100%ige Tochtergesellschaft von MOL. Das Stammwerk befindet sich in Tiszaújváros und wird über eine Pipeline von Karpatneftechim in der Ukraine mit Ethylen beliefert. Ein Stichkanal aus der Theiß versorgt es mit Kühlwasser.
Nach dem Bau des Kraftwerks Tiszapalkonya entschied sich die Nationale Planungskommission der Volksrepublik Ungarn zum Bau eines Düngerwerks, welches 1955 begonnen wurde. Dabei wurde auch die Stadt Tiszaújváros neu angelegt. Im Jahr 1959 wurde eine Gaspipeline aus Rumänien fertiggestellt. 1966 wurde die Produktion von Polyethylen aufgenommen. 1983 begann die Polypropylenherstellung, seit 1986 wurde HDPE produziert.
2004 erwarb MOL eine Mehrheitsbeteiligung.

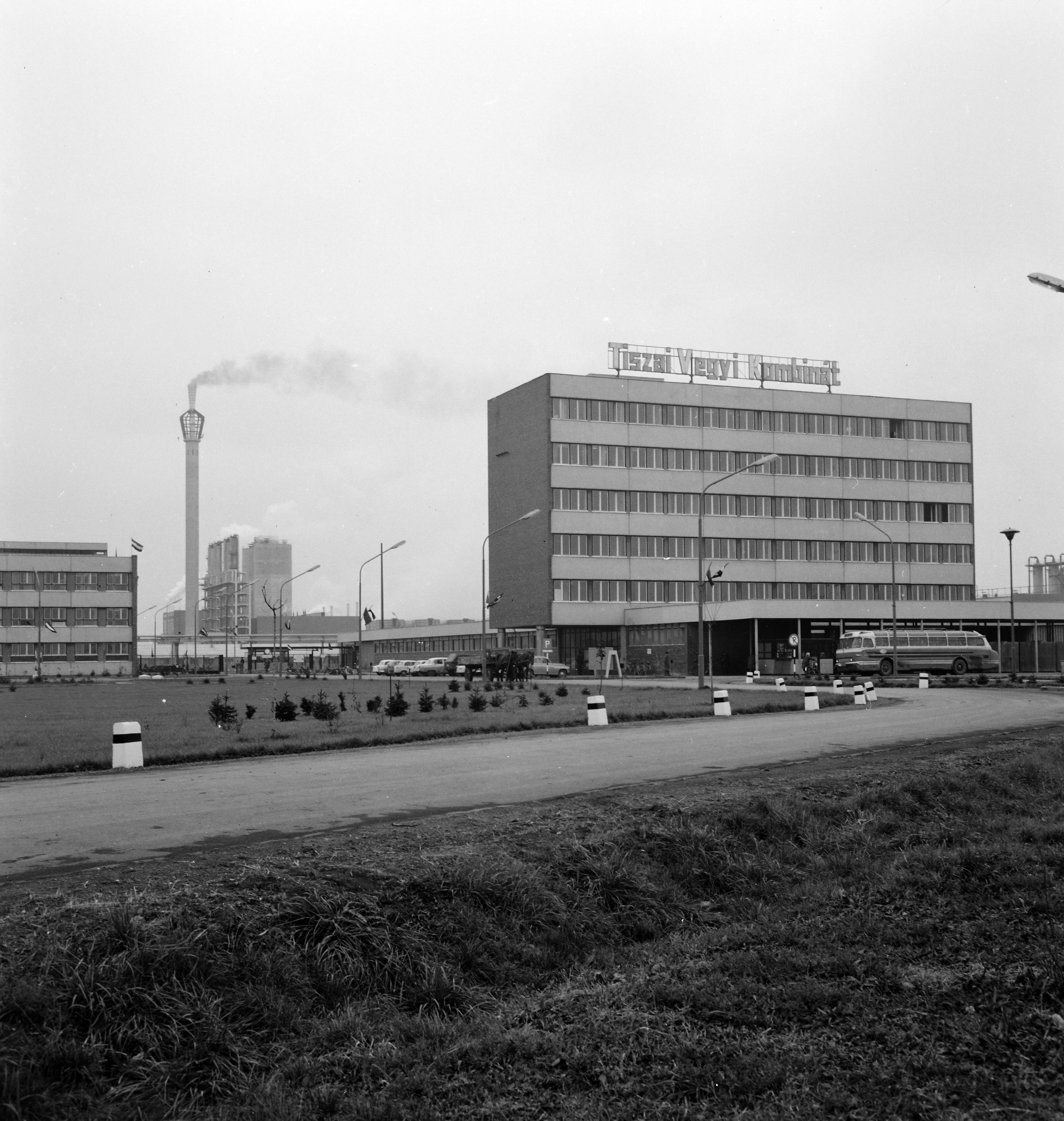
Tiszai Vegyi Kombinát (1968)
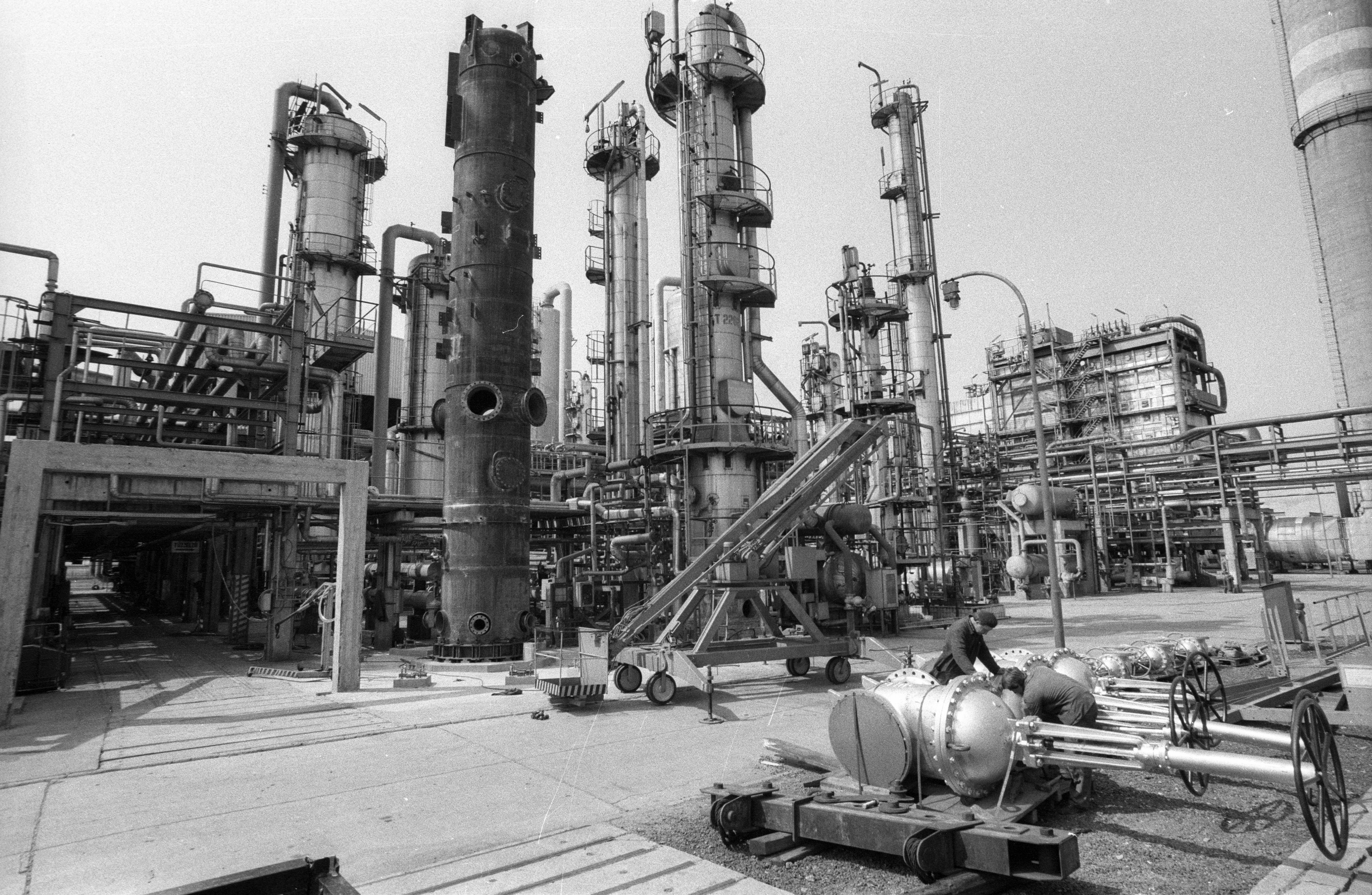
Tiszai Vegyi Kombinát (1987)
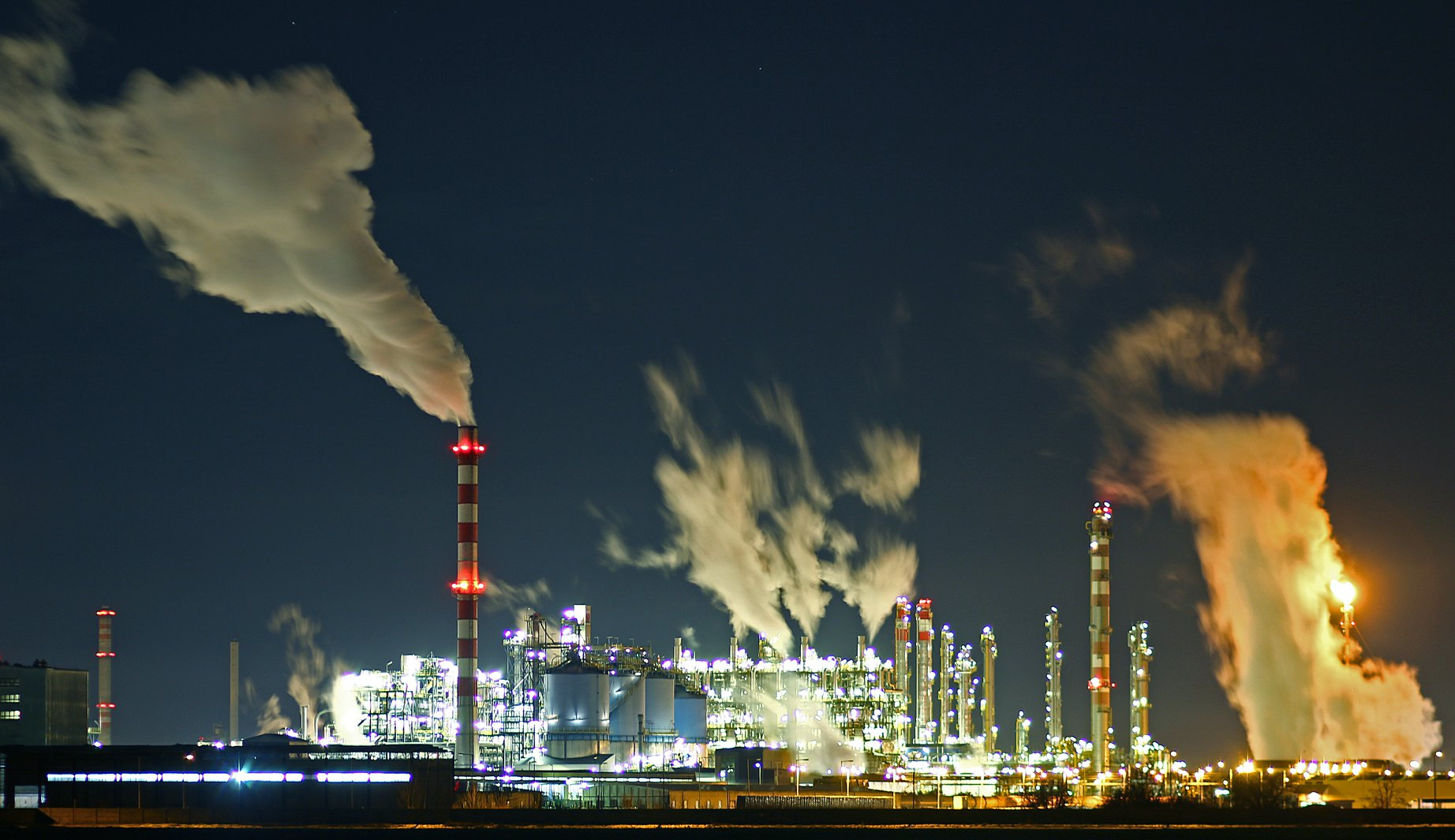
MOL Petrolkémia nachts (2020)